# Topolon
Topolon (яп. トポロン) — видеоигра в жанре головоломки, разработанная и изданная японской компанией G-Mode для мобильных телефонов в 2002 году и с тех пор неоднократно выпускавшаяся для различных платформ. В 2020 году была переиздана в серии G-Mode Archives для игровой приставки Nintendo Switch.
Игра представляет собой двухмерную игру-головоломку. От игрока, согласно сюжету, требуется спасать наносхему под названием Тополон от электронных вирусов, возникающих в её узлах. Целю является очистка игрового поля от этих вирусов путём их перемещения и сталкивания между собой.
Topolon была хорошо встречена игровой прессой. Критики её хвалили за увлекательный игровой процесс, а так же за его уникальность и непохожесть на другие игры жанра. В 2005 году на «Wireless Gaming Awards» игра получила награду как лучшая игра года и лучшая головоломка.

## Игровой процесс

Снимок грового процесса. В верхней части поля три узла заняты розовыми Нуруонами и один красным Мегаоном

Topolon — двухмерная игра-головоломка, игровой процесс которой происходит на прямоугольном поле, полностью помещающимся на экране игрового устройства. Согласно сюжету игры, игровое поле олицетворяет фрагмент наносхемы Тополон, состоящей из соединённых между собой узлов, в которых возникают электронные вирусы Нуруоны.
Игрок управляет курсором, который называется зондом. Основной механикой игры является перемещение зонда по узлам схемы и взаимодействие с ними. Чтобы переместить Нуруон с одного узла на другой, необходимо воздействовать на соединённый с ним узел. Если же воздействовать на узел с Нуруоном, то вирус расщепляется и новообразованные Нуруоны переходят на все смежные узлы. Если в одном узле встречается чётное количество Нуруонов, то все они аннигилируются. Если же в узле встречается нечётное количество Нуруонов, то от них остаётся один Нуруон. Целью игры является очистить поле от всех Нуруонов. В верхней части экрана находится индикатор энергии Тополона. При каждом воздействии зонда на узел, а так же при появлении Нуруонов, энергия понижается. Игра заканчивается, если уровень энергии снизится до нуля.
Нуруоны могут эволюционировать в более опасных противников — Мегаонов, которые не могут быть перемещены с одного узла на другой. Такой вирус может продолжать эволюционировать и с каждым новым уровнем его становится сложнее уничтожить. Помимо этих двух типов вирусов, в узлах возникают Петитоны, которые как и Мегаоны не могут перемещаться, но их не требуется уничтожать чтобы перейти на следующий уровень. Со временем такие вирусы превращаются в Нуруонов.
Оригинальная версия игры включает в себя два режима — бесконечный и ограниченный по времени. Первый позволяет играть уровень за уровнем до проигрыша, а во втором игроку даётся ровно минута за которую нужно пройти как можно больше уровней.

## Выпуск и переиздания
Игра была разработана и выпущена компанией G-Mode 15 мая 2002 для мобильных устройств с поддержкой S!Appli — версии виртуальной машины Java J2ME от SoftBank. Вскоре после этого вышли версии и для других распространённых в Японии платформ.
В 2005 году в рамках сотрудничества с инвестировавшей в G-Mode компанией GungHo Online Entertainment, была сформирована компания GungHo Mode с целью создания нового игрового веб-портала GungHo Games. Сайт был запущен 3 августа 2006 года и среди размещённых на нём бесплатных игр была доступна флеш-версия Topolon. В том же году ирландская компания Upstart Games выпустила в США и Европе версию Topolon с улучшенной графикой. В этой версии у игрового поля появился задний фон, с различными изображениями, такими как фракталы, космические корабли и вариации на компьютерную тематику.
10 декабря 2020 года G-Mode выпустили версию игры для Nintendo Switch в рамках проекта переиздания своих классических игр G-Mode Archives. Topolon стала 25 игрой в серии. В Европе версия для Switch вышла 7 января 2021 года, а в США 14 января 2021 года.

## Отзывы
| Иноязычные издания | Иноязычные издания |
| Издание            | Оценка             |
| ------------------ | ------------------ |
| GameSpot           | 8,5/10             |
| IGN                | 8,9/10             |
| Pocket Gamer       | [ 18 ]             |

Обозреватель GameSpot Джефф Гертсман написал Topolon хорошую рецензию в которой отметил, что графически игра успешно воспроизводит стиль аркадных игр начала 1980-х, таких как Qix. Он заключил, что в Topolon есть всё, чего игроки хотели бы от головоломки для мобильных телефонов. Недостатками игры он назвал отсутствие сетевой таблицы рекордов и малое количество игровых режимов. Дин Мортлок из издания Pocket Gamer похвалил уникальный геймплей Topolon и назвал его затягивающим.
Леви Бьюкенен с сайта IGN делал обзор на версию игры с улучшенной графикой от Upstart Games. Он назвал Topolon одной из лучших игр-головоломок, а её геймплей идеально настроенным. Отдельной похвалы от Бьюкенена получила визуальная составляющая обновлённой версии. По его мнению, оригинальное издание выглядело как игра для Atari 2600 и «в этом был свой шарм, но издание 2006 года <...> выглядит отлично».
В 2005 году на ежегодной церемонии вручении наград от GameSpot «Wireless Gaming Awards», посвященной играм для мобильных устройств, Topolon победила в номинациях «игра года» и «лучшая головоломка». При вручении премии, издание охарактеризовало игру как «одну из наиболее затягивающих и интеллектуально увлекающих головоломок из когда-либо созданных». Так же игра была отмечена за то, что в отличие от многих других игр на рынке не является копией Тетриса, Dr. Mario или настольной игры.